# Fêtes et jours fériés en Pologne
Les jours fériés en Pologne sont réglés par un texte du 18 janvier 1951. 
Ce texte actualisé à la fin 2025, définit 14 jours fériés.

## Jours fériés en Pologne
| Date                                                                                                 | Nom français                     | Nom officiel polonais (Autre nom polonais)                         | Observations |
| --- | -------------------------------- | ------------------------------------------------------------------ | --- |
| 1er janvier                                                                                          | Nouvel An                        | Nowy Rok                                                           | |
| 6 janvier                                                                                            | Épiphanie                        | Objawienie Pańskie (Trzech Króli)                                  | À partir de 2011 |
| Un dimanche de printemps (premier dimanche après la première pleine lune du printemps - fête mobile) | Dimanche de Pâques               | pierwszy dzień Wielkiej Nocy (Niedziela Wielkanocna)               | |
| Lendemain du dimanche de Pâques                                                                      | Lundi de Pâques                  | drugi dzień Wielkiej Nocy (Poniedziałek Wielkanocny)               | |
| 1er mai                                                                                              | Fête du travail                  | Święto Państwowe (Święto Pracy)                                    | Le texte en vigueur actuellement ne précise pas le nom de cette fête                                                                             |
| 3 mai                                                                                                | Fête de la Constitution          | Święto Narodowe Trzeciego Maja (Święto Konstytucji Trzeciego Maja) | |
| 7e dimanche après Pâques                                                                             | Dimanche de la Pentecôte         | pierwszy dzień Zielonych Świątek (Zielone Świątki)                 | Le jeudi de l’Ascension et le lundi de Pentecôte ne sont pas fériés en Pologne                                                                   |
| 9e jeudi après Pâques                                                                                | Fête-Dieu                        | dzień Bożego Ciała (Boże Ciało)                                    | |
| 15 août                                                                                              | Assomption                       | Wniebowzięcie Najświętszej Maryi Panny                             | Cette journée est également la journée de l'Armée polonaise (Dzień Wojska Polskiego), qui célèbre la bataille de Varsovie en 1920                |
| 1er novembre                                                                                         | Toussaint                        | Wszystkich Świętych                                                | |
| 11 novembre                                                                                          | Fête nationale de l'indépendance | Narodowe Święto Niepodległości (Dzień Niepodległości)              | Célèbre la transmission des pouvoirs à Józef Piłsudski le 11 novembre 1918                                                                       |
| 24 décembre                                                                                          | Réveillon de Noël                | Wigilia Bożego Narodzenia                                          | À partir de 2025 |
| 25 décembre                                                                                          | Noël                             | pierwszy dzień Bożego Narodzenia                                   | Le 24 décembre (Wigilia) n'est pas officiellement férié, mais l'activité administrative, économique et commerciale s'arrête en milieu de journée |
| 26 décembre                                                                                          | Lendemain de Noël                | drugi dzień Bożego Narodzenia                                      | Le 26 décembre a été officiellement férié le 23 mai 2013.                                                                                        |

## Autres fêtes
Voilà une liste de journées spéciales dans le calendrier polonais. Ce sont tout de même des jours ouvrables.
- 1er mars - (depuis 2011) Journée du Souvenir des Soldats maudits (Narodowy Dzień Pamięci „Żołnierzy Wyklętych”). Cette fête célèbre le souvenir des nombreux résistants qui prirent ou gardèrent les armes (en particulier des combattants de l'Armia Krajowa) pour lutter contre le régime communiste à la fin de la Seconde Guerre mondiale.
- 8 mars - Journée des femmes (Dzień Kobiet) C'était une fête très populaire en Pologne à l'époque du communisme: les hommes offraient aux femmes des œillets. Aujourd'hui encore, elle est une célébration très importante pour les Polonais. Les femmes reçoivent des fleurs et des vœux de la part de leurs proches et de leurs collègues au travail. Peu de personnes savent que cette journée commémore la mort de 129 femmes lors d’un incendie dans une usine à New York en 1908 (le 8 mai).
- 13 avril - Journée mondiale du souvenir des victimes du Massacre de Katyń (Dzień Pamięci Ofiar Zbrodni Katyńskiej)
- 2 mai - Journée du drapeau de la République de Pologne (Dzień Flagi Rzeczypospolitej Polskiej), en souvenir de la bataille de Berlin, 1945 ; et Journée de la diaspora polonaise.
- 9 mai - Jour de la Victoire (Narodowe Święto Zwycięstwa i Wolności), commémore la victoire sur le Troisième Reich
- 26 mai - Fête des mères (Dzień Matki)
- 1er juin - Journée de l'enfant (Dzień Dziecka)
- 22 juillet - Fête nationale du régime communiste (Narodowe Święto Odrodzenia Polski) célébrée de 1945 à 1989
- 28 juin - (depuis 2005) Journée du Souvenir de juin 1956 (anniversaire des manifestations de Poznań en 1956) (Narodowy Dzień Pamięci Poznańskiego Czerwca 1956)
- 28 août - Fête de l'armée de l'air polonaise (Święto Lotnictwa Polskiego) à l'occasion de la victoire au Challenge International de Tourisme 1932 du pilote Franciszek Żwirko et du mécanicien Stanisław Wigura.
- 31 août - Journée de la solidarité et de la liberté (Dzień Solidarności i Wolności), anniversaire des accords d'août 1980
- 14 octobre - Journée de l'Éducation nationale (Dzień Edukacji Narodowej) (ancienne Journée de l'enseignant), anniversaire de la fondation de la Commission de l'Éducation nationale (Komisja Edukacji Narodowej) en 1773
- 16 octobre - Journée Jean-Paul II (Dzień Papieża Jana Pawła II)
- 27 décembre - Journée du Souvenir des Insurrections de Poznan (1918-1919)  (pl:Narodowy Dzień Pamięci Zwycięskiego Powstania Wielkopolskiego)